# Universidad Cristiana del Sur
La Universidad Cristiana del Sur fue una universidad privada de Costa Rica. La universidad fue fundada en 1997 por el político costarricense Justo Orozco Álvarez, quien además se graduó de abogado de la misma. El señor Orozco alcanzó la silla principal tras expulsar por medios muy cuestionados a varios de los fundadores, incluyendo al Lic. Mario González. Tras el cambio de mando, la universidad desaceleró su crecimiento y empezaron anomalías en esta, que acabaron con el allanamiento efectuado por el O.I.J.
La universidad impartía las carreras de Derecho y Administración de Empresas y aseguraba dar una formación cristiana y bíblica a sus estudiantes.

## Investigación por emisión de títulos falsos
En el año 2012 la universidad fue allanada por el Organismo de Investigación Judicial por los delitos de falsedad ideológica y fraude a raíz de una denuncia interpuesta por el Colegio de Abogados de Costa Rica.  Las autoridades investigan acusaciones de emisión de títulos falsos y otras irregularidades en las carreras de Derecho, Teología y Administración. 
Entre las irregularidades detectadas por el Consejo Nacional de Educación Superior (CONESUP) se incluye la presunta compra de títulos, la participación de estudiantes matriculados sin haber finalizado la secundaria, el ejercicio de la labor docente por parte de estudiantes que no habían culminado la carrera y no se encuentran acreditados como abogados e inclusive el presunto intercambio de favores sexuales por parte de estudiantes hacia docentes para obtener buenas calificaciones.
Según informes del CONESUP 

Una persona (…) aparece en el 2008 como estudiante regular de la universidad, llevando cursos de nivel inicial de bachillerato (en los que se aporta acta de notas para una sola persona) y en el año 2009 se presenta como profesor, ya que entrega actas de calificaciones

Entre los estudiantes cuya matrícula se considera irregular por carencia del título de secundaria se encuentra el diputado Óscar López.
Las autoridades investigan también el presunto «gemeleo» de títulos en los Estados Unidos donde la universidad se publicita como Southern Christian University de Atlanta que, según el CONSESUP, poseen webs idénticas e incluso anuncian los mismos cursos y tienen en archivo digital las mismas tesis.